# زاروما
زاروما یا ساروما با نام رسمی وییا رئال د سان آنتونیو دل کِرّو د اورو د زاروما (به اسپانیایی: Villa Real de San Antonio del Cerro de Oro de Zaruma) شهری در جنوب اکوادُر در استان ال اورو است. این شهر در جنوب شرقی استان و در ارتفاع ۱۲۰۰ متری از سطح دریا در مسیری بین آند که رشته کوه ویزکایا از رشته کوه چیلا منشعب می‌شود، واقع شده است. این محل مقر کانتون زاروما، یکی از قدیمی‌ترین کانتون‌های استان است.
زاروما به‌خاطر معماری دوران جمهوری، معادن طلا، فرهنگ و سنت‌ها، هنر و قهوه و همچنین به‌خاطر تأسیس شدن توسط کاشف اسپانیایی آلونسو د مرکادییو، معروف است. این ویژگی‌ها منجر به دریافت عناوین مختلفی شده است که هر دو جنبه ملموس و ناملموس شهر را گرامی می‌دارند و در سال ۱۹۹۸ مؤسسه میراث فرهنگی اکوادر آن را به عنوان نامزد میراث جهانی یونسکو معرفی کرد.
زاروما در سال ۲۰۱۹ توسط وزارت گردشگری اکوادر (MINTUR) به عنوان شهر جادویی (Pueblo Magico) نامگذاری شد. این یکی از پنج ناحیه در سراسر کشور بود که برنامه مذکور را در آن سال افتتاح کردند.

## وجه تسمیه
کلمه زاروما از دو کلمه در زبان کیچوا زارا به معنی ذرت و اوما به معنای سر تشکیل شده است؛ یعنی زاروما به «سر ذرت» ترجمه می‌شود، نامی که به ذرت موجود و طلای استخراج شده در اینجا نسبت داده می‌شود که از نظر رنگ شبیه به ذرت است. معلوم نیست چرا املا از «ساروما» به «زاروما» تغییر کرده است. با این حال دیگر مورخ، خورخه نونیز، ادعا می‌کند که زاروما به معنای «قله کوه کوچک» است.